# Nomophila albisignalis
Nomophila albisignalis là một loài bướm đêm trong họ Crambidae.